# 이반 가슈파로비치
이반 가슈파로비치(Ivan Gašparovič, 문화어: 이완 가슈빠로위츠, 1941년 3월 27일 ~ )는 슬로바키아의 대통령이다. 2004년에 대통령으로 당선되었다.

## 생애
가슈파로비치는 1941년, 체코슬로바키아의 반스카 비스트리차 근교의 폴타르에서 태어났다. 부친은 제1차 세계 대전 이후에 크로아티아에서 체코슬로바키아로 이주한 사람으로, 브라티슬라바에서 교사로 일하였다.
그는 대학 졸업 후 검사가 되었고, 1968년 슬로바키아 공산당에 입당했지만 같은 해에 탈퇴하였다. 그 후 모교인 브라티슬라바 코메니우스 대학 법학부에서 교편을 잡았다.
1990년에는 검찰 총장이 되었고, 1992년에 의원으로 당선된 후 국회 의장 등을 맡았다. 2002년에는 당시 소속당이었던 HZDS (민주 슬로바키아 운동) 을 탈당하고 HZD (민주 운동) 을 결성해 당수가 되었다.
2004년에는 슬로바키아 대통령 선거에 당선되어 같은 해 6월 15일부터 슬로바키아의 대통령이 되었다. 2009년 4월 선거에서 재선되었다.

## 역대 선거 결과
| 선거명      | 직책명              | 대수 | 정당                 | 1차 득표율 | 1차 득표수 | 2차 득표율 | 2차 득표수  | 결과 | 당락 |
| ----------- | ------------------- | ---- | -------------------- | ---------- | ---------- | ---------- | ----------- | ---- | ---- |
| 2004년 선거 | 슬로바키아의 대통령 | 3대  | 슬로바키아 민주 운동 | 22.28%     | 442,564표  | 59.91%     | 1,079,592표 | 1위  |      |
| 2009년 선거 | 슬로바키아의 대통령 | 3대  | 슬로바키아 민주 운동 | 46.71%     | 876,061표  | 55.53%     | 1,234,787표 | 1위  |      |

## 같이 보기
- 슬로바키아의 정당